# سميثفيل (جورجيا)
سميثفيل (بالإنجليزية: Smithville, Georgia)‏ هي مدينة تقع في مقاطعة لي، جورجيا بولاية جورجيا في الولايات المتحدة. تبلغ مساحة هذه المدينة 6.6 (كم²)، وترتفع عن سطح البحر 100 م، بلغ عدد سكانها 774 نسمة في عام 2010 حسب إحصاء مكتب تعداد الولايات المتحدة.

## أعلام
- بيسي جونز

## وصلات خارجية
- Cities & Counties - Georgia.gov